# Emmanuel Lacroix
Emmanuel Lacroix (Lacroyx) (Oostende?, ca. 1753 - ?,?)  was een Belgisch kunstschilder.

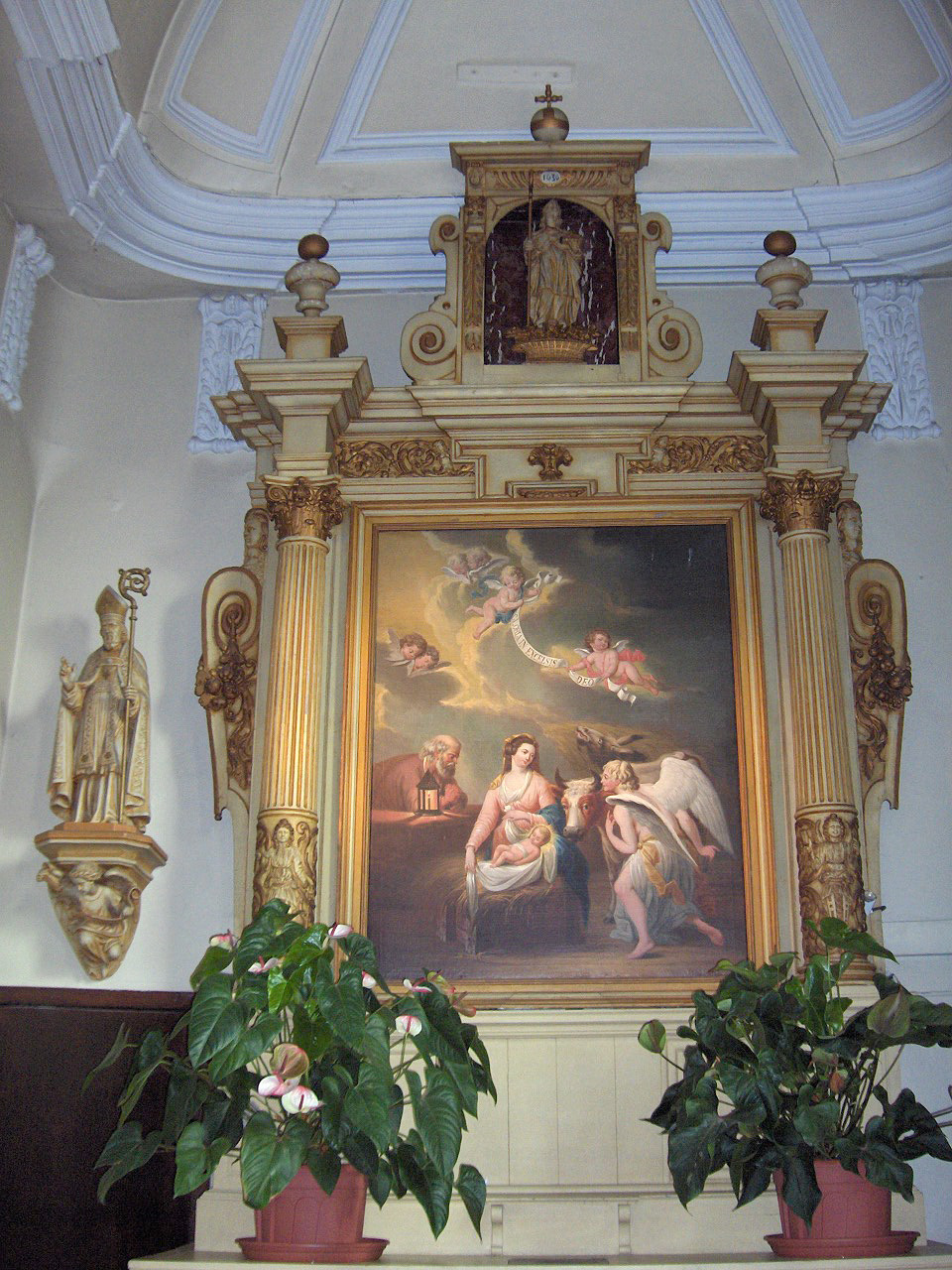
"Geboorte van Jezus"; zijaltaar in de Sint-Annakerk (Stene), Oostende, België

## Levensloop
Hij was afkomstig uit Oostende en studeerde aan de Academie van Brugge in de periode 1770-1776. Was in 1770 primus voor “compositie” en in 1776 primus in de klas naar het model. Na zijn studies bleef hij nog een tijdje in Brugge wonen maar keerde naar Oostende terug waar hij woonde en werkte in de jaren 1780-1789. Hij schilderde voorstellingen van de “blijde, droevige en glorieuze mysteriën” voor de O.L.V. ter Duinenkerk (1787-88) en voor de Sint-Annakerk in Stene een “Elisabeth verklaart Maria de H. Schrift” en een “Geboorte van Jezus” (1787). Hij is de auteur van een kopergravure met portret van de 100-jarige Oostendse vrouw Elisebeth Precies (1781) (Oostende, Stadsarchief).

## Verzamelingen
- Oostende, Kerk St. Anna
- Oostende, Kerk O.L.V. ter Duinen
- Oostende, Stadsarchief